# Amerić
Amerić (cyr. Амерић) – wieś w Serbii, w mieście Belgrad, w gminie miejskiej Mladenovac. W 2011 roku liczyła 835 mieszkańców.